# Championnat du Burundi de football 2013-2014
Navigation
Saison précédente Saison suivante
La saison 2013-2014 du Championnat du Burundi de football est la cinquante-et-unième édition de la Ligue A, le championnat de première division au Burundi. Les quatorze meilleures équipes du pays sont regroupées au sein d’une poule unique où ils s’affrontent deux fois au cours de la saison, à domicile et à l’extérieur. En fin de saison, pour permettre l'expansion du championnat à 16 clubs, les deux derniers du classement sont relégués et remplacés par les quatre meilleurs clubs de deuxième division (deux de la zone de Bujumbura et deux de l'Intérieur).
C'est le club de LLB Académic qui est sacré cette saison après avoir terminé en tête du classement final, avec trois points d’avance sur le tenant du titre, Flambeau de l’Est et huit sur InterStar. Il s’agit du tout premier titre de champion du Burundi de l’histoire du club, qui réussit même le doublé en battant Le Messager FC Ngozi en finale de la Coupe du Burundi.

## Qualifications continentales
Le champion du Burundi se qualifie pour la Ligue des champions de la CAF 2015 et la Coupe Kagame inter-club 2015 tandis que le vainqueur de la coupe nationale (ou le vice-champion si la Coupe n'est pas organisée) obtient son billet pour la Coupe de la confédération 2015.

## Les clubs participants
| - Vital’O FC - InterStar - Atlético Olympic - LLB Académic - Académie Tchité FC - Le Messager FC Ngozi - Les Guêpiers du Lac FC - Promu de D2 | - Muzinga FC - Espoir de Gatumba - Flamengo de Ngagara - Prince Louis FC - Volontaires FC - Promu de D2 - Flambeau de l’Est - Royal FC de Muramvya |

## Compétition
Le barème utilisé pour établir le classement est le suivant :
- Victoire : 3 points
- Match nul : 1 point
- Défaite : 0 point

### Classement
| Rang | Équipe                  | Pts | J  | G  | N | P  | Bp | Bc | Diff |
| ---- | ----------------------- | --- | -- | -- | - | -- | -- | -- | ---- |
| 1    | LLB AcadémicC           | 59  | 26 | 17 | 8 | 1  | 45 | 9  | +36  |
| 2    | Flambeau de l’EstT      | 56  | 26 | 17 | 5 | 4  | 44 | 13 | +31  |
| 3    | InterStar               | 51  | 25 | 15 | 6 | 4  | 55 | 13 | +42  |
| 4    | Le Messager FC Ngozi    | 50  | 26 | 15 | 5 | 6  | 45 | 23 | +22  |
| 5    | Vital’O FC              | 44  | 26 | 13 | 5 | 8  | 31 | 18 | +13  |
| 6    | Atlético Olympic        | 40  | 26 | 12 | 4 | 10 | 23 | 20 | +3   |
| 7    | Prince Louis FCP        | 39  | 26 | 10 | 9 | 7  | 32 | 27 | +5   |
| 8    | Les Guêpiers du Lac FCP | 36  | 25 | 9  | 9 | 7  | 30 | 21 | +9   |
| 9    | Académie Tchité FC      | 30  | 26 | 8  | 6 | 12 | 19 | 28 | -9   |
| 10   | Muzinga FC              | 27  | 26 | 7  | 6 | 13 | 30 | 37 | -7   |
| 11   | Royal FC de Muramvya    | 27  | 26 | 7  | 6 | 13 | 21 | 41 | -20  |
| 12   | Volontaires FCP         | 19  | 26 | 4  | 7 | 15 | 15 | 54 | -39  |
| 13   | Espoir de Gatumba       | 11  | 26 | 2  | 6 | 19 | 16 | 63 | -47  |
| 14   | Flamengo de Ngagara     | 10  | 26 | 1  | 7 | 18 | 15 | 54 | -39  |

|  | Qualification pour la Ligue des champions de la CAF 2015 et la Coupe Kagame inter-club 2015 |
|  | Qualification pour la Coupe de la confédération 2015                                        |
|  | Relégation directe en dexuième division                                                     |
|  | T : Tenant du titre C : Vainqueur de la Coupe du Burundi P : Promu de D2                    |

## Bilan de la saison
| Championnat du Burundi de football 2013-2014 |                             |
| Champion                                     | LLB Académic (1er titre)    |
| Coupes et trophées                           |                             |
| Vainqueur de la Coupe du Burundi 2013-2014   | LLB Académic                |
| Qualifications continentales                 |                             |
| Ligue des champions de la CAF 2015           | LLB Académic                |
| Coupe de la confédération 2015               | Le Messager FC Ngozi        |
| Coupe Kagame inter-club 2015                 | LLB Académic                |
| Promotions et relégations                    |                             |
| Promus en Ligue A                            | Le Messager FC de Bujumbura |
| Promus en Ligue A                            | Rusizi FC                   |
| Promus en Ligue A                            | Nyanza United               |
| Promus en Ligue A                            | Olympic Star                |
| Relégués en Ligue B                          | Espoir de Gatumba           |
| Relégués en Ligue B                          | Flamengo de Ngagara         |